# École nationale supérieure des mines de Paris
De École nationale supérieure des mines de Paris, ook wel Mines ParisTech, is een in 1783 opgerichte grande école (technische universiteit) in Parijs. De instelling is sinds 1991 een onderdeel van de ParisTech associatie.

## Campus
De campus ligt in het PSL Research University van Parijs.

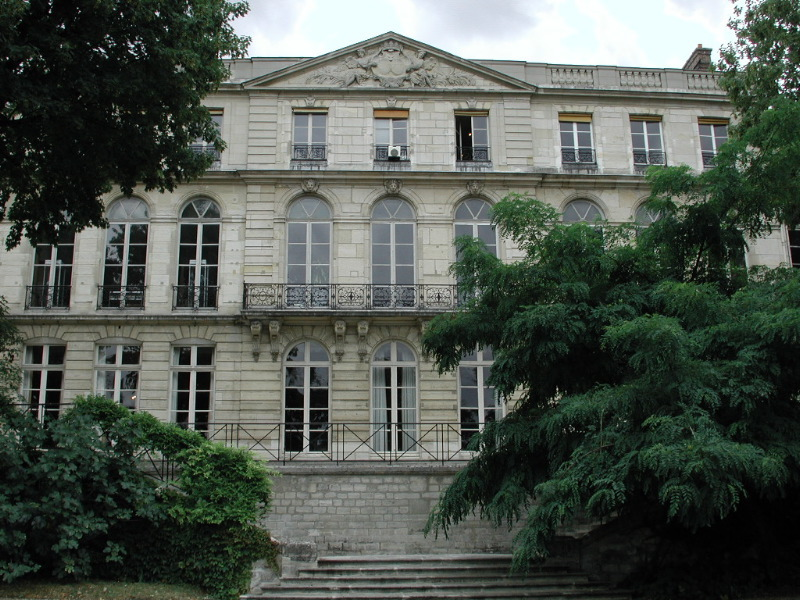
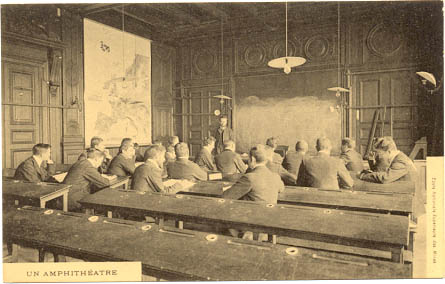

## Diploma
Mensen met een diploma van van de Mines ParisTech worden bijvoorbeeld technisch manager of onderzoeker in een werkbouwkundige omgeving.
Diploma's die te behalen zijn:
- Ingenieursdiploma Master : 'Ingénieur Mines ParisTech' (300 ECTS)
- Doctoraatsscholen
- Mastère Spécialisé, een eenjarige opleiding voor verdere specialisatie.

Daarnaast kunnen studenten een Massive open online course volgen, een cursus waarbij het cursusmateriaal wordt verspreid via het internet.

## Bekende of beroemde docenten
- Michel Callon, Frans socioloog
- Philippe Zawieja, Frans psychosocioloog

## Bekende alumni
- Jacques Attali, Frans auteur, filosoof en politicus
- Alain Minc, Frans politiek consulent, economist, essayist en ondernemer
- Émile Nouguier, Franse ingenieur en architect

- Bibliothèque nationale de France: cb11863490j (data)
- Catàleg d'autoritats de noms i títols de Catalunya: 981058521606406706
- CiNii: DA08331872
- Gemeinsame Normdatei: 41484-0
- International Standard Name Identifier: 0000 0001 2097 6957
- Library of Congress Control Number: n82144414
- Nationale bibliotheek van Australië: 35494542
- Nationale Bibliotheek van Israël: 987007326012905171
- Système universitaire de documentation: 026375249
- Virtual International Authority File: 157813765